# Magnet (Nebraska)
Magnet es una villa ubicada en el condado de Cedar, Nebraska, Estados Unidos. Tiene una población estimada, a mediados de 2021, de 46 habitantes.

## Geografía
La localidad está ubicada en las coordenadas 42°27′22″N 97°28′9″O / 42.45611, -97.46917 (42.45612, -97.469294). Según la Oficina del Censo de los Estados Unidos, tiene una superficie total de 0.39 km², correspondientes en su totalidad a tierra firme.

## Demografía
Según el censo de 2020, en ese momento había 43 personas residiendo en Magnet. La densidad de población era de 110.26 hab./km². El 81.40% de los habitantes eran blancos, el 4.65% eran amerindios, el 4.65% eran de otras razas y el 9.30% eran de una mezcla de razas. Del total de la población, el 4.65% eran hispanos o latinos de cualquier raza.